# Cueva de Buang Merabak
La cueva de Buang Merabak es una cueva situada en la isla de Nueva Irlanda y descubierta en los años 1980. Es de interés histórico y natural por los restos arqueológicos, que incluyen algunas de las colecciones humanas y fauna variante más antiguas de Oceanía y por las formaciones de espeleotemas: estalactitas y estalagmitas que tapizan techos y paredes. La cueva de Buang Merabak es una de las pocas con evidencias de fauna cambiante desde hace unos 20.000 años a.p. y humanas de aproximadamente 42 mil años a.p. Estas fechas proveen evidencias de los ascendientes de la cultura Lapita.
La cueva está bajo la custodia de un anciano del clan Lamawan que también es el hacedor de lluvia de la aldea. La cueva contiene los santuarios religiosos de la localidad junto con plantillas e inscripciones asociadas a los altares.

## Ubicación
La cueva de Buang Merabak se ubica en el centro-norte de la isla de Nueva Irlanda. Se encuentra aproximadamente a 1 kilómetro (0,6 mi) de la playa y a unos 185 kilómetros (115 mi) de Kavieng. Se asienta sobre una colina de 200 metros (218,7 yd) de altura que forma parte de una serie de terrazas de piedra caliza algunas que se elevan a 1000 metros (3280,8 pies). La cueva es vecina a la aldea de Kanangusngus a un costado de la carretera Moluminski en el punto de la intersección con la carretera hacia la meseta de Lelet.

## Geografía
La cueva consta de tres cámaras, la primera se extiende 30 metros (98,4 pies) hacia la ladera de la colina antes de estrecharse y convertirse en un espacio angosto que se abre a una segunda cámara que es una dolina colapsada. La boca de la cueva está orientada al noroeste y tiene 15 metros (49,2 pies) de ancho y 8 metros (26,2 pies) de alto.
La cueva cuenta con muros de contención de piedra, construidos en la entrada y hacia la parte trasera de la cueva principal. Se atribuyen a los aldeanos locales que ocuparon la cueva durante la invasión japonesa de Nueva Irlanda durante la Segunda Guerra Mundial.

## Arqueología
La cueva fue explorada por el proyecto Lapita en 1984. Las primeras dataciones por radiocarbono de carbón vegetal y conchas marinas proporcionan una serie aproximadamente 2.500 años a.p. y ubicadas estratigráficamente cerca de la superficie de la cueva. Restos más profundos, unos 45 centímetros (17,7 plg) por debajo de la superficie, proporcionan dataciones de aproximadamente 20.00 años a.p.
La cueva de Buang Merabak contiene fragmentos de cerámica o alfarería rota descubiertos a una profundidad de 30 centímetros (11,8 plg) debajo de la tierra. Usando la técnica de datación por Carbono-14 se estima que los especímenes descubiertos provenían del Pleistoceno y Holoceno medio. Las pocas piezas de alfarería extraídas datan de al menos 10 mil años a.p. El conjunto de piedras en la cueva de Buang Merabak es tecnológicamente sencillo y está compuesto casi en su totalidad por pequeñas escamas sin modificar y fragmentos de piedras angulares, muy similar a las encontradas en la cueva de Panakiwuk, el único otro lugar con características provenientes del Pleistoceno de Nueva Irlanda. Los cantos rodados por río de origen volcánico parecen ser la principal fuente de materias primas y la ausencia de núcleos identificables de agua sugiere que estos cantos rodados se rompieron para producir cualquier borde fortuito o, alternativamente, dichos núcleos no se redujeron en esta parte de la cueva. La ausencia casi total de grandes escamas en las capas del Pleistoceno de Buang Merabak lo distingue de la cueva de Matenkupkum lo que podría reflejar un acceso diferencial a los guijarros de ríos.
La cueva es una de las que contiene evidencia de fauna que pueda corroborar la era de los fragmentos arqueológicos. Se ha mostrado evidencia de la presencia del roedor Phalanger orientalis junto con los hallazgos lo que hace pensar de la probabilidad de caza entre los habitantes antiguos de la región. Las especies del roedor la datan con radiocarbono a aproximadamente 17 a 20 mil años a.p.